# Johann Göttsberger
Johann Baptist Göttsberger (* 31. Dezember 1868 in Kobl bei Schnaitsee; † 11. August 1958 in Neubiberg) war ein deutscher katholischer Theologe. 

## Leben
Er war der Sohn von Franz Xaver Göttsberger und der Theresia Göttsberger (geb. Käser). Göttsberger studierte von 1889 bis 1893 in Freising und München. Von 1897 an war er Dozent am Erzbischöflichen Priesterseminar in Freising und nach Promotion 1899 dort am Königlich Bayerischen Lyzeum Lehrer. 
Von 1903 bis 1935 war er Ordinarius für alttestamentliche Einleitung und Exegese und für die biblisch-orientalischen Sprachen an der Universität München. Seine kritischen Forschungen befreiten sein Fachgebiet vom Vorwurf des überlebten Konservatismus.
1902 begründete er gemeinsam mit Joseph Sickenberger die Biblische Zeitschrift und war ab 1922 Herausgeber der Biblischen Studien.
In Neubiberg besaß Johann Göttsberger ein Wochenendhaus, an Sonn- und Feiertagen las er dort die Heilige Messe in der Kapelle Maria im Walde. solange es die Pfarrkirche Rosenkranzkönigin noch nicht gab.
Er war seit dem Wintersemester 1914/15 Ehrenmitglied der katholischen Studentenverbindung KBStV Rhaetia München.

## Ehrungen
Eine Prof.-Göttsberger-Straße gibt es sowohl in Schnaitsee als auch in Neubiberg.

## Veröffentlichungen
- Einleitung in das Alte Testament. Herder Verlag, Freiburg 1928
- Barhebräus und seine Scholien zur Heiligen Schrift. 1900